# Hergé
Hergé (22. května 1907 Etterbeek – 3. března 1983 Woluwe-Saint-Lambert), vlastním jménem Georges Prosper Remi, byl belgický komiksový scenárista a kreslíř, autor série Tintinova dobrodružství.

## Život a dílo
Už od mládí dobře kreslil a jeho první obrázky zveřejnil skautský časopis Boy-scout belge. Měl úspěch a začal kreslit komiksové příběhy pro časopis XX. století. Dokonce sám dělal redaktora jeho verze pro děti. Tam také publikoval poprvé své oblíbené postavičky Quick a Flupke. V lednu roku 1929 dokončil také první díl komiksu o reportéru Tintinovi, Tintin v zemi Sovětů. Sklidil obrovský úspěch a hned následoval další díl Tintin v Kongu, který měl připomenout belgické kolonizační úspěchy. Poté následovaly další díly. Další z jeho sérií se jmenovala Dobrodružství Jo, Zefky a Žoko a vznikla na objednávku časopisu Chrabrá srdce. Pak nakladatelství Casterman začalo vydávat alba Tintinových dobrodružství a mnohá z nich byla také autorem přepracována. V roce 1946 začal Hergé vydávat časopis Tintin. Ten se později začal překládat i do francouzštiny. Byla založena společnost Studios Hergé a jeho popularita stále stoupala. Dokonce se natočilo několik hraných i animovaných filmů a seriálů. Hergé zemřel po dlouhé nemoci, mohla to být leukemie nebo porfyrie. Zanechal po sobě rozpracované Tintinovo dobrodružství Tintin a alf-art.

## Vybraná bibliografie
- Tintinova dobrodružství (Les Aventures de Tintin) 24 svazků
- Dobrodružství Jo, Zefky a Žoko (Les Aventures de Yo, Zette & Jocko) 5 svazků